# Адербар Мелу дус Сантус Нету
Адербар Мелу дус Сантус Нету (порт. Aderbar Melo dos Santos Neto, нар. 17 березня 1990, Кампіна-Гранді) — бразильський футболіст, воротар «Фламенгу».
Виступав за олімпійську збірну Бразилії. У її складі — олімпійський чемпіон.

## Клубна кар'єра
Народився 17 березня 1990 року в місті Кампіна-Гранді. Починав займатися футболом у клубі «Порту» (Каруару), а в 2008 році перейшов до академії «Атлетіку Паранаенсе». У жовтні 2010 року вперше був заявлений на матчі чемпіонату Бразилії. За основний склад дебютував 10 серпня 2011 року в гостьовому матчі Південноамериканського кубка проти «Фламенго» (0:1), пропустивши гол на 82-й хвилині гол з пенальті від Роналдінью.
У 2012 році Сантус зіграв лише в одному матчі в рамках бразильської Серії B, 17 листопада проти «Крисіуми» (0:0), а у першій половині 2013 року був основним воротарем команди в чемпіонаті штату Парана. Але в чемпіонаті Бразилії у воротах «Атлетіку» першим номером був Вевертон. Лише 20 жовтня Сантос дебютував у бразильській Серії A через травму Вевертона в матчі проти «Гояса». Вевертон пішов з поля на 26 хвилині за рахунку 1:0, і вже в наступній атаці Сантус пропустив гол. У підсумку «Гояс» здобув перемогу з рахунком 3:0. У 2014—2017 роках Сантус був дублером Вевертона і в різних турнірах за чотири роки зіграв у 26 матчах.
Після переходу Вевертона в «Палмейрас» в 2018 році Сантус став основним воротарем «Атлетіку Паранаенсе». В кінці року Сантос допоміг своїй команді вперше в її історії завоювати Південноамериканський кубок, провівши без замін всі матчі в цьому турнірі, а наступного року став з командою володарем Кубка Бразилії.

## Виступи за збірну
19 вересня 2019 року, після того як виграв Кубок Бразилії з «Атлетіку Паранаенсе», Сантус був викликаний Тіте до складу національної збірної Бразилії на товариські матчі проти Сенегалу та Нігерії у жовтні того ж року, але так за головну команді і не дебютував.
2021 року Сантус потрапив до заявки олімпійської збірної Бразилії на Олімпійські ігри в Токіо, на яких «селесао» стали чемпіонами, а сам Адербар зіграв у всіх 6 іграх, пропустивши лише 4 голи.

## Статистика виступів

### Статистика клубних виступів
| Сезон             | Команда               | Чемпіонат         | Чемпіонат | Чемпіонат | Національний кубок | Національний кубок | Національний кубок | Континентальні кубки | Континентальні кубки | Континентальні кубки | Інші змагання | Інші змагання | Інші змагання | Усього | Усього | Усього |
| Сезон             | Команда               | Ліга              | Ігор      | Голів     | Ліга               | Ігор               | Голів              | Ліга                 | Ігор                 | Голів                | Ліга          | Ігор          | Голів         | Ігор   | Голів  |        |
| ----------------- | --------------------- | ----------------- | --------- | --------- | ------------------ | ------------------ | ------------------ | -------------------- | -------------------- | -------------------- | ------------- | ------------- | ------------- | ------ | ------ | ------ |
| 2011              | «Атлетіку Паранаенсе» | ЛП+A              | 0         | 0         | КБ                 | 0                  | 0                  | ПАК                  | 2                    | -2                   |               | -             | -             | 2      | -2     |        |
| 2012              | «Атлетіку Паранаенсе» | ЛП+B              | 0+1       | 0         | КБ                 | 0                  | 0                  |                      | -                    | -                    |               | -             | -             | 1      | 0      |        |
| 2013              | «Атлетіку Паранаенсе» | ЛП+A              | 23+1      | -27;-2    | КБ                 | 0                  | 0                  |                      | -                    | -                    |               | -             | -             | 24     | -29    |        |
| 2014              | «Атлетіку Паранаенсе» | ЛП+A              | 0+3       | -5        | КБ                 | 0                  | 0                  | КЛ                   | 0                    | 0                    |               | -             | -             | 3      | -5     |        |
| 2015              | «Атлетіку Паранаенсе» | ЛП+A              | 0+1       | -2        | КБ                 | 0                  | 0                  | ПАК                  | 0                    | 0                    |               | -             | -             | 1      | -2     |        |
| 2016              | «Атлетіку Паранаенсе» | ЛП+A              | 2+8       | -4;-6     | КБ                 | 0                  | 0                  |                      | -                    | -                    | ПЛ            | 0             | 0             | 10     | -10    |        |
| 2017              | «Атлетіку Паранаенсе» | ЛП+A              | 8+4       | -8;-6     | КБ                 | 0                  | 0                  | КЛ                   | 0                    | 0                    |               | -             | -             | 12     | -14    |        |
| 2018              | «Атлетіку Паранаенсе» | ЛП+A              | 4+1       | 0;-1      | КБ                 | 5                  | -6                 | ПАК                  | 1                    | 0                    |               | -             | -             | 11     | -7     |        |
| Усього за кар'єру | Усього за кар'єру     | Усього за кар'єру | 56        | -61       |                    | 5                  | -6                 |                      | 3                    | -2                   |               | 0             | 0             | 64     | -69    |        |

## Титули і досягнення
- Чемпіона штату Парана (4): 2016, 2018, 2019, 2020
- Володар Південноамериканського кубка (2): 2018, 2021
- Володар Кубка Бразилії (2): 2019, 2022
- Володар Кубка банку Суруга (1): 2019
- Володар Кубка Лібертадорес (1): 2022
- Олімпійський чемпіон (1): 2020

### Індивідуальні
- У символічній збірній чемпіонату Бразилії: 2019[8]